# NGC 3024
NGC 3024 is een spiraalvormig sterrenstelsel in het sterrenbeeld Leeuw. Het hemelobject werd op 19 maart 1784 ontdekt door de Duits-Britse astronoom William Herschel.

## Synoniemen
- UGC 5275
- MCG 2-25-46
- ZWG 63.84
- IRAS 09477+1259
- PGC 28324